# Pasko Baburica
Pasko Baburica Šoletić (kastiljski: Pascual Baburizza Soletich) (Koločep, 28. travnja 1875. – Valparaiso, 13. kolovoza 1941.), čileanski industrijalac i brodovlasnik hrvatskog podrijetla. 
Rođen je u siromašnoj težačkoj i ribarskoj obitelji Ive i Katarine (rođene Šoletić) na najjužnijem hrvatskom naseljenom otoku Koločepu. U sedamnaestoj godini života s bratom Vickom iselio se u Čile gdje ubrzo pokazuje svoju sposobnost i stiče bogatstvo proizvodnjom i trgovinom salitre (u jednom trenutku je držao 30 posto ukupne proizvodnje čileanskoga 'bijelog zlata'). Godine 1917. je osnovao društvo Sociedad Baburizza, Lukinovic y Cia. Baburica je držao 53 % dionica, Jose Lukinovic Orlandini 32 %, Frane Petrinović 10 % i Gazzari 5 %. Godine 1922. su ušli Antonio Antoncich i Carlos Wilson koji su zamijenili Gazzarija. Godine 1918. su imali glavnicu od 14,5 milijuna pesosa i dvjesta zaposlenih.
Imao je tridesetak tvornica i zapošljavao je desetke tisuća radnika. Ne staje na tome, nego širi svoje poslovno carstvo. 1924. zajedno s Božom Bancem, braćom Mihanović i Franom Petrinovićem osniva  Jugoslavensku-amerikansku plovidbu. To društvo se 1929. god. spojilo s Atlantskom plovidbom Ivo Račić u novo društvo Jugoslavenski Lloyd koje je imalo 26 brodova sa 130.000 brt. Bio je veliki rodoljub i dobrotvor. Osnovao je iseljeničku organizaciju Jugoslavenski narodni odbor, bio je član i financijer Jugoslavenskog odbora. Nikada nije uzeo čileansko državljanstvo, a često je i obilno pomagao rodnu zemlju, posebno za vrijeme Prvoga i Drugoga svjetskog rata. Obnovio je zvonik na Stradunu u Dubrovniku 1929. godine, financirao je gradnju kamenog pristaništa, čekaonice i šetališta uokolo Donjeg Čela. Blizu Valparaisa u Čileu utemeljio je poljoprivredni institut Pasqual Baburizza koji se financira iz njegove zaklade, a njegova je vila u istom gradu pretvorena u spomen-muzej. Utemeljio je zakladu za pomoć i školovanje djece siromašnih i bolesnih Hrvata. Umro je bez nasljednika u prvoj liniji, a većina njegovog bogatstva je podijeljena u donacije. Ime mu nose ulice u Dubrovniku, Metkoviću, Zagrebu i Santiagu.
O njemu je Isabel Torres-Dujisin napisala djelo La vida de un croata : Pascual Baburizza Soletic , objavljeno u Valparaisu 2003. godine.